# Gabriel Borra
Gabriel Borra (Ruddervoorde, 5 januari 1937 – Brugge, 22 december 2019) was een Belgisch wielrenner. Hij was als profwielrenner actief van 1958 tot 1963.

## Enkele overwinningen
1955  (amateurs)
- Omloop Het Nieuwsblad
- 2e en 6e etappe Ronde van België
- Gent-Wevelgem
- Omloop van de Westhoek, Ichtegem
- Booischot

1957 (onafhankelijke)
- Impe
- Omloop der Vlaamse Ardennen, Ophasselt

1958 (onafhankelijke)
- Elfstedenronde, Brugge
- Gent-Wevelgem
- Criterium Diksmuide
- Tielt-Antwerpen-Tielt

1960
- Gistel
- GP Denain

1961
- Omloop der Vlaamse Ardennen, Ichtegem
- 1e etappe Dwars door Vlaanderen

1962
- GP Flandria, Zedelgem
- Omloop van Oost-Vlaanderen, Ertvelde
- Sint-Elooisprijs, Ruddervoorde

## Resultaten in voornaamste wedstrijden
| Jaar | Milaan-San Remo | Gent-Wevelgem | Ronde van Vlaanderen | Parijs-Roubaix | Luik-Bast.‑Luik | E3 Harelbeke | Parijs-Brussel |  | WK op de weg |
| ---- | --------------- | ------------- | -------------------- | -------------- | --------------- | ------------ | -------------- |  | ------------ |
| 1958 |                 |               |                      | 56e            |                 |              | 27e            |  |              |
| 1959 | 10e             |               | 21e                  | 26e            |                 |              |                |  |              |
| 1961 |                 | 15e           |                      | 71e            |                 |              | 40e            |  |              |
| 1962 |                 | 65e           |                      |                |                 |              |                |  |              |
| 1963 |                 | 34e           |                      |                |                 | 9e           |                |  |              |

## Ploegen
- 1958 Ghigi-Coppi
- 1959 Carpano
- 1960 Helyett-Leroux
- 1961 Alcyon-Leroux
- 1962 Flandria-Faema-Clement
- 1963 Faema-Flandria